# Thorsten Schaubrenner
Thorsten Schaubrenner (* 1968 in Hamburg) ist ein deutscher Journalist und Fernsehmoderator.

## Leben
Thorsten Schaubrenner studierte in Hamburg Soziologie, Philosophie, Pädagogik und Sozial- und Wirtschaftsgeschichte. Ab 1989 war er Redakteur und Nachrichtensprecher bei Alsterradio sowie beim NDR-Hörfunk. Seit 1997 ist er Autor und Reporter beim ZDF-Landesstudio Hamburg und war Moderator beim Musiksender VH-1, wo er die VH-1 News moderierte.
Am 1. Juli 2004 übernahm Thorsten Schaubrenner die Moderation der Nachrichtensendung heute nacht und trat somit die Nachfolge von Thomas Kausch an. Er präsentierte diese Sendung im Wechsel mit Caroline Hamann und später Annika de Buhr. Im Jahr 2005 wurde er von Normen Odenthal abgelöst.
Zurzeit kann man ihn neben seiner Tätigkeit beim ZDF auch als Nachrichtenmoderator im NDR-Hörfunk (N-Joy, NDR 2) hören. 